# ذهبي (لون)
اللون الذهبي هو لون من درجات اللون الأصفر، وهو لون الذهب وإليه ينسب.
استخدم لفظ اللون الذهبي للإشارة إلى الشعر الأشقر في أوروبا في القرن الخامس عشر.